# Bulbophyllum reflexiflorum
Bulbophyllum reflexiflorum là một loài phong lan thuộc chi Bulbophyllum.